# Sonja Smits
Sonja Smits (Ottawa Valley, 8 de septiembre de 1958) es una actriz canadiense que ha interpretado muchos papeles en series de televisión, incluyendo Falcon Crest, Airwolf, Odyssey 5, The Outer Limits, Street Legal, Traders, The Best Laid Plans y The Eleventh Hour. También interpretó el papel de Bianca O'Blivion en la película de terror de David Cronenberg Videodrome.
Smits nació en Ottawa Valley, Ontario, Canadá. Estudió actuación en el Instituto Politécnico de Ryerson hasta que fue invitada a unirse a la compañía teatral Centre Stage en London, Ontario.
Ha sido nominada a cinco Premios Gemini, ganando en 1988, y a dos Premios Genie. También recibió el Premio de Excelencia de la ACTRA.